# Ogre
|  | Per a altres significats, vegeu «OGRE». |

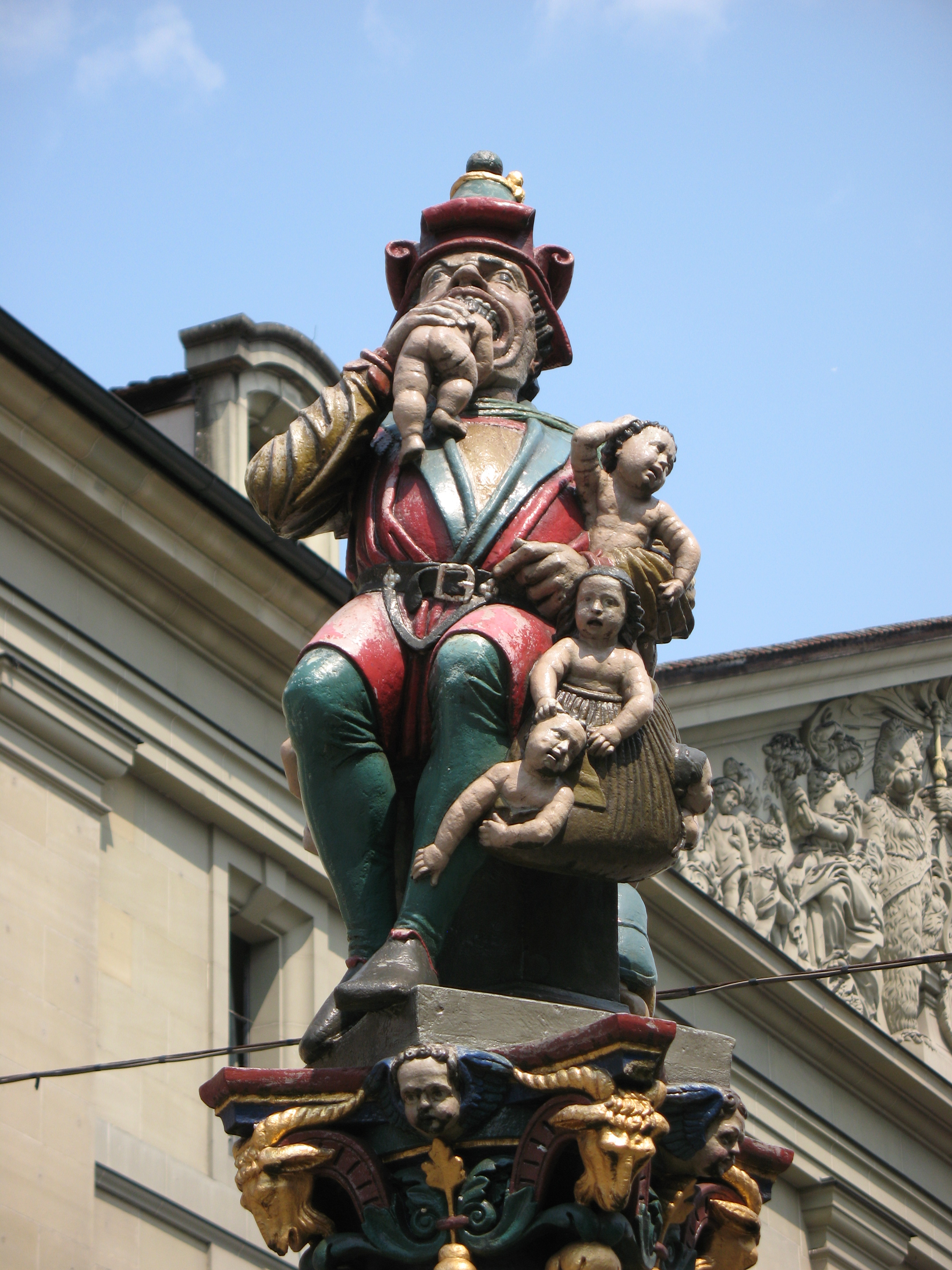
Kindlifresserbrunnen, Berna, Suïssa

Un ogre i el seu femení una ogressa (dit en menorquí drac i draquessa) és un monstre propi de la mitologia i dels contes populars. La paraula sembla que es relaciona amb Hongria, i els primers ogres serien una exageració per fer por als vàndals. El personatge va sorgir a Europa del Nord i es caracteritza per un aspecte humanoide gegantí, ganes de menjar carn humana i sovint poca intel·ligència. Molts d'aquests es poden transformar en animals dels boscos on viuen. En els contes segresten princeses o devoren els infants als quals va dirigida la història. Els ogres han fet fortuna gràcies als jocs de fantasia i rol, on moltes vegades viuen en castells o sota terra i guarden tresors fabulosos en un ambient que recorda al de l'edat mitjana. En la cultura del Japó han estat assimilats a una espècie de dimonis, els oni. Per extensió, el terme s'aplica a persones cruels o desagradables, excessivament dominants.